# Голяма награда на Абу Даби
Голямата награда на Абу Даби е кръг от световния шампионат на ФИА - Формула 1. Провежда се от 2009 г. на проектираната от Херман Тилке писта Яс Марина в Абу Даби, Обединените Арабски Емирства.
Състезанието е обявено в началото на 2007 г. на Формула 1 фестивал, проведен в Абу Даби.
На 25 юни 2008 г. ФИА обявява календара за сезон 2009 на Формула 1, като старта в Абу Даби е включен като 19-и последен старт, който да се проведе на 15 ноември. На 5 ноември 2008 г., обаче, е обявено, че състезанието ще се проведе като финал на сезона на 1 ноември, две седмици преди първоначално планираната дата.
Състезанието е първото от календара на Формула 1, което започва на светло през деня и завършва на тъмно. Прожекторите използвани за осветяване на пистата се включват от самото начало на събитието, за да се осигури плавен преход от дневната светлина до мрак.

## Победители
| Година | Пилот           | Конструктор                | Писта     | Статистика |
| ------ | --------------- | -------------------------- | --------- | ---------- |
| 2023   | Макс Верстапен  | Ред Бул Рейсинг-Хонда РБПТ | Яс Марина | Статистика |
| 2022   | Макс Верстапен  | Ред Бул Рейсинг-РБПТ       | Яс Марина | Статистика |
| 2021   | Макс Верстапен  | Ред Бул Рейсинг-Хонда      | Яс Марина | Статистика |
| 2020   | Макс Верстапен  | Ред Бул Рейсинг-Хонда      | Яс Марина | Статистика |
| 2019   | Луис Хамилтън   | Мерцедес                   | Яс Марина | Статистика |
| 2018   | Луис Хамилтън   | Мерцедес                   | Яс Марина | Статистика |
| 2017   | Валтери Ботас   | Мерцедес                   | Яс Марина | Статистика |
| 2016   | Луис Хамилтън   | Мерцедес                   | Яс Марина | Статистика |
| 2015   | Нико Росберг    | Мерцедес                   | Яс Марина | Статистика |
| 2014   | Луис Хамилтън   | Мерцедес                   | Яс Марина | Статистика |
| 2013   | Себастиан Фетел | Ред Бул-Рено               | Яс Марина | Статистика |
| 2012   | Кими Райконен   | Лотус-Рено                 | Яс Марина | Статистика |
| 2011   | Луис Хамилтън   | Макларън-Мерцедес          | Яс Марина | Статистика |
| 2010   | Себастиан Фетел | Ред Бул-Рено               | Яс Марина | Статистика |
| 2009   | Себастиан Фетел | Ред Бул-Рено               | Яс Марина | Статистика |

## Статистика победи

### Пилоти
| Победи | Пилот           | Постигнати                   |
| ------ | --------------- | ---------------------------- |
| 5      | Луис Хамилтън   | 2011, 2014, 2016, 2018, 2019 |
| 3      | Себастиан Фетел | 2009, 2010, 2013             |

### Конструктори
| Победи | Конструктор | Постигнати                         |
| ------ | ----------- | ---------------------------------- |
| 6      | Мерцедес    | 2014, 2015, 2016, 2017, 2018, 2019 |
| 3      | Ред Бул     | 2009, 2010, 2013                   |

### Двигатели
| Победи | Двигател | Постигнати                               |
| ------ | -------- | ---------------------------------------- |
| 7      | Мерцедес | 2011, 2014, 2015, 2016, 2017, 2018, 2019 |
| 4      | Рено     | 2009, 2010, 2012, 2013                   |

### Националност на пилотите
| Победи | Страна         | Постигнати                   | Пилоти |
| ------ | -------------- | ---------------------------- | ------ |
| 5      | Великобритания | 2011, 2014, 2016, 2018, 2019 | 1      |
| 4      | Германия       | 2009, 2010, 2013, 2015       | 2      |
| 2      | Финландия      | 2012, 2017                   | 2      |